# Volta a la Semois
La Volta a la Semois o Tour de la Semois, anteriorment anomenada Trophée des Grimpeuses és una cursa femenina de ciclisme de dos dies que es celebra a Bèlgica des de l'any 2020. Està integrada dins el calendari femení de l'UCI com a cursa 2.2. des de l'any 2021. La primera edició fou categoria 1.2 i només tenia una etapa. Es disputa anualment pels voltants de Vresse-sur-Semois. La primera vencedora fou la neerlandesa Inge van der Heijden.

## Palmarès
| Any  | Vencedor                  | Segon            | Tercer                  |
| ---- | ------------------------- | ---------------- | ----------------------- |
| 2020 | Inge van der Heijden      | Yara Kastelijn   | Kristabel Doebel-Hickok |
| 2021 | Floortje Mackaij          | Tayler Wiles     | Ella Harris             |
| 2022 | Maria Giulia Confalonieri | Mischa Bredewold | Eleonora Gasparrini     |
| 2023 | Karlijn Swinkels          | Clara Koppenburg | Noemi Rüegg             |
| 2024 | Karlijn Swinkels          | Thalita de Jong  | Maëva Squiban           |
| 2025 |                           |                  |                         |